# GSC4817-674
GSC4817-674 — хімічно пекулярна зоря спектрального класу A0, що має видиму зоряну величину в смузі V приблизно  9,3.

## Пекулярний хімічний склад
Зоряна атмосфера GSC4817-674 має підвищений вміст 
Si
.